# Nancy Drolet
Nancy Drolet (* 2. August 1973 in Drummondville, Québec) ist eine ehemalige kanadische Eishockeyspielerin, die bis 2003 in der National Women’s Hockey League spielte.

## Karriere
Anfang der 1990er Jahre gehörte Drolet der kanadischen Softballnationalmannschaft an und gewann mit dieser 1991 die Panamerican Games. Ab 1992 wechselte sie zum Eishockeysport und spielte von 1992 bis 1998 für das kanadische Eishockeyteam Jofa-Titan de Sherbrooke, ab 2004 war sie auch dessen Manager. Von 2001 bis 2003 spielte sie für die Mannschaft Vancouver Griffins, zuvor von 1999 bis 2001 für die Pantheres de Sainte-Julie.  Bei den Olympischen Winterspielen 1998 in Nagano gewann sie mit der kanadischen Olympianationalmannschaft die Silbermedaille. Bei Weltmeisterschaften gewann sie mit der kanadischen Eishockeynationalmannschaft in den Jahren 1992, 1994, 1997, 1999, 2000 und 2001 die Goldmedaille. Besonders bekannt ist sie für ihre beiden Tore in der Verlängerung der Weltmeisterschaftsfinalspiele 1997 und 2000, bei denen sie jeweils das spielentscheidende Tor gegen die USA erzielte und damit ihrem Team die Goldmedaille sicherte.

## Privates
Drolet ist seit 2009 mit Nathalie Allaire verheiratet.

## Erfolge und Auszeichnungen
| - 1992 Goldmedaille bei der Weltmeisterschaft - 1993 Junior Athlete of the Year in Kanada - 1994 Goldmedaille bei der Weltmeisterschaft - 1995 Goldmedaille bei der Pazifik-Meisterschaft - 1996 Goldmedaille bei der Pazifik-Meisterschaft | - 1997 Goldmedaille bei der Weltmeisterschaft - 1998 Silbermedaille bei den Olympischen Winterspielen - 1999 Goldmedaille bei der Weltmeisterschaft - 2000 Goldmedaille bei der Weltmeisterschaft - 2001 Goldmedaille bei der Weltmeisterschaft |

## Statistik
(Legende zur Spielerstatistik: Sp oder GP = absolvierte Spiele; T oder G = erzielte Tore; V oder A = erzielte Assists; Pkt oder Pts = erzielte Scorerpunkte; SM oder PIM = erhaltene Strafminuten; +/− = Plus/Minus-Bilanz; PP = erzielte Überzahltore; SH = erzielte Unterzahltore; GW = erzielte Siegtore; 1 Play-downs/Relegation; Kursiv: Statistik nicht vollständig)